# Parachartergus apicalis
Parachartergus apicalis is een vliesvleugelig insect uit de onderfamilie veldwespen (Polistinae).
De wesp is een eusociale soort die een kolonie leeft en nectar verzamelt uit bloemen. Van deze soort is ook wel bekend dat insecten die honingdauw afscheiden worden bezocht om het suikerrijke goedje op te zuigen. Dit is onder andere beschreven bij bochelcicaden.